# Miraz
Miraz (turski miras, arapski mirat, latinski dos), također i regionalno dota (tal. dote), imovina koju žena unosi u brak kao svoj doprinos obitelji.  Ovaj insititut pada u razdoblje patrijahalne obitelji u kojoj se od muža očekivalo da uzdržava obitelj, a nevjestin otac je nevjesti davao određenu imovinu - miraz, koji je prihodima ili na drugi način povećavao obiteljski imovinu.
U hrvatskom pravu miraz više ne postoji kao pravni institut, već se radi o vlastitoj imovini žene koja ne postaje dio bračne stečevine.